# Estrella Damm
|  | Aquest article tracta sobre una cervesa de la marca SA Damm. Si cerqueu altres cerveses de Damm o la marca mateixa, vegeu «Damm». |

Estrella Damm és la principal marca de cervesa Damm, companyia de begudes i alimentació fundada a Barcelona el 1876 per l'alsacià August Kuentzmann Damm. És una cervesa tipus lager elaborada amb malt d'ordi, arròs i llúpol, seguint la recepta original des de la seva fundació, el 1876 a Barcelona. Compta amb un grau d'alcohol de 5,4° i es recomana consumir-la entre 5° i 7° C.
Aquesta cervesa, va ser distingida al març de 2015 com "la millor cervesa espanyola de l'any" en obtenir el "Spain Brewery Awards", atorgat pel jurat de la New York International Beer Competition.